# Alocasia macrorrhizos
Alocasia macrorrhizos (L.) G.Don, conosciuta talvolta come alocasia gigante o orecchia di elefante, è una pianta appartenente alla famiglia delle Araceae.

## Descrizione

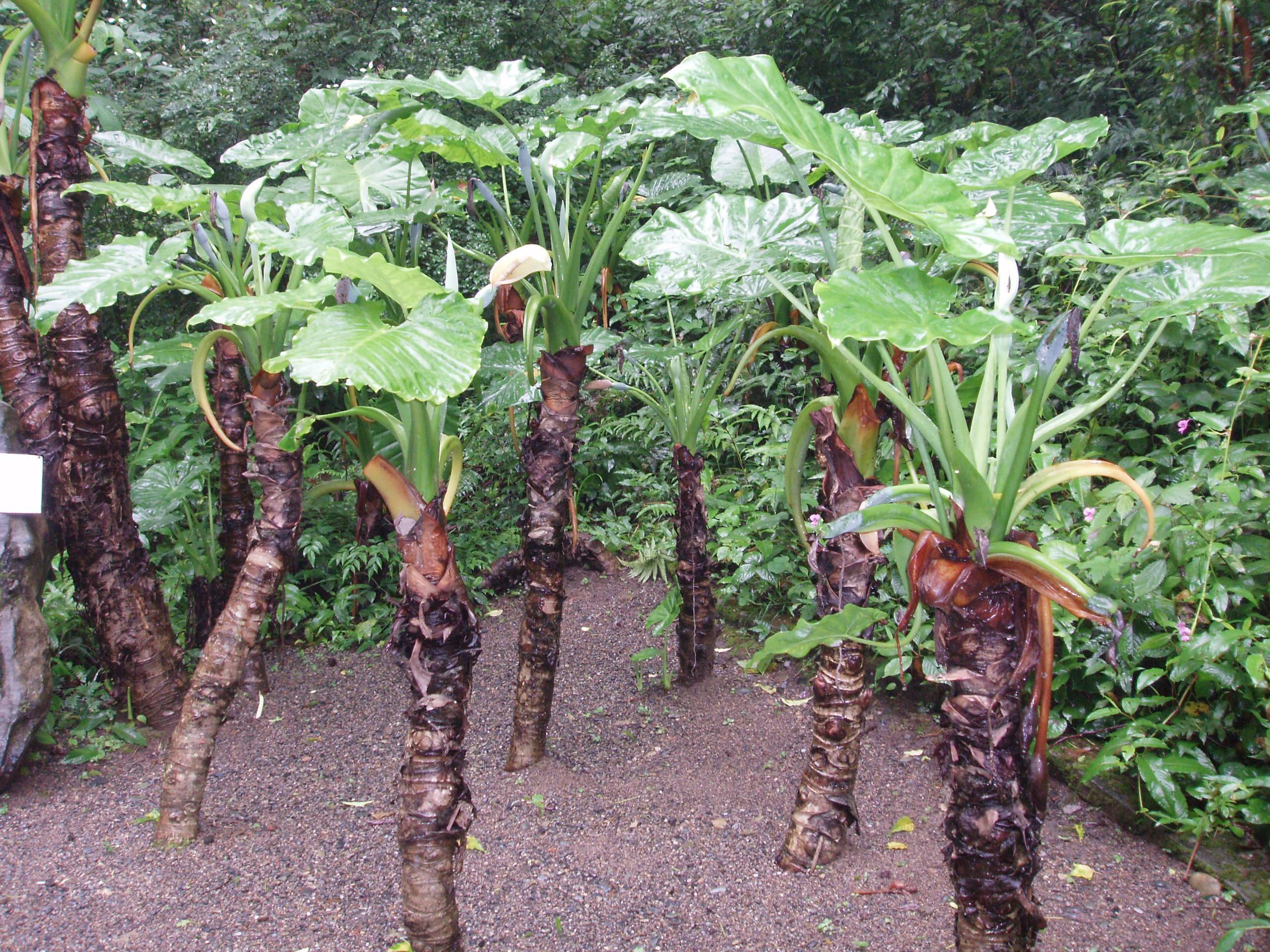
Fusti di A. macrorrhizos

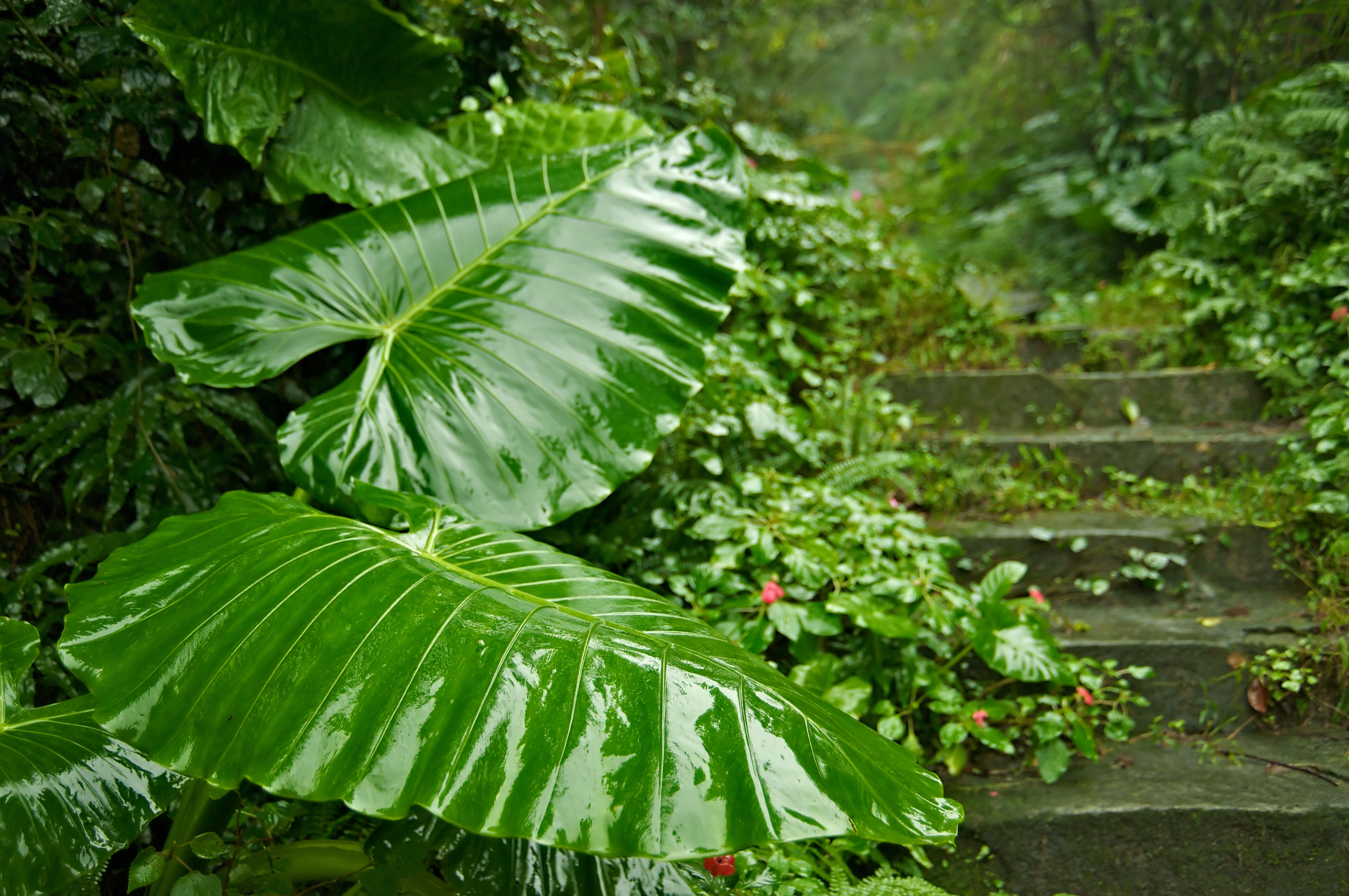
Foglie di A. macrorrhizos

A. macrorrhizos è una pianta erbacea perenne grande, massiccia, sempreverde che raggiunge altezze fino a 4 m. Contiene una linfa lattiginosa biancastra. I rizomi sono eretti e forma uno stelo eretto e spesso che cresce fino a 1,5 metri di lunghezza.
Sono presenti sempre diverse foglie alterne, inizialmente basali e nelle piante più vecchie all'estremità dello stelo. La lamina fogliare, più o meno eretta, semplice, è a forma di freccia ovoidale, triangolare, lunga fino a 1,2 metri e larga fino a 0,5 metri. Le foglie sulle piante giovani possono essere peltate. Il bordo della foglia è da liscio a leggermente ondulato.
A. macrorrhizos è una pianta monoica.
Come solito nella famiglia degli aroidi, l'infiorescenza è costituita da un'unica brattea (spata) e dallo spadice. La spata, lunga da 13 a 35 cm, è ristretta alla base a un sesto della sua lunghezza. La parte inferiore della spata è verde e a forma di uovo mentre la parte superiore è di colore giallo chiaro. Dopo la fioritura assume una forma di cappuccio e si piega all'indietro mentre appassisce. Lo spadice è leggermente più corto della spata.
A maturazione del frutto la spata è verde e di forma allungata-ellissoidale con una lunghezza di circa 8 cm. Le bacche ellissoidali, lunghe circa 12 mm e aventi circa 8 mm di diametro, diventano rosso scarlatto quando mature.

## Distribuzione e habitat
L'areale originario di A. macrorrhizos non può essere dimostrato con certezza; potrebbe essere l'Indonesia, la Malesia, le Filippine, le Isole Salomone, la Nuova Guinea o il Queensland. Essendo un'importante pianta alimentare, era già diffusa in gran parte dell'Asia tropicale in epoca preistorica. Oggi è diffusa con varietà nelle zone tropicali di tutto il mondo, come pianta coltivata e selvatica. Preferisce luoghi umidi.

## Usi
A. macrorrhizos viene utilizzata come cibo: è commestibile se cotta a lungo ma la sua linfa irrita la pelle a causa dei cristalli di ossalato di calcio, o rafidi che sono aghiformi. Vengono utilizzati principalmente i rizomi amidacei e le parti fuori terra dei fusti. I rizomi vengono cotti come le patate. Contengono molti minerali, vitamina A, B e C. Anche le foglie e gli steli sono commestibili se cotti bene, ma non sono normalmente consumati a causa della quantità di rafidi che causano prurito. Alcune parti della pianta possono essere consumate solo cotte, perché crude provocano gravi irritazioni alla bocca e all'esofago.
A. macrorrhizos viene occasionalmente utilizzata anche come pianta ornamentale nei giardini tropicali e come pianta da appartamento.